# ZSU-37-2 Jenisej
ZSU-37-2 Jenisej (index GRAU 2A1) byl sovětský samohybný kanónový protiletadlový komplet. Kombinoval 37mm dvojkanón a střelecký radiolokátor. Jeho vývoj probíhal ve druhé polovině padesátých let. Roku 1962 byl projekt zastaven. Typ nebyl zaveden do výzbroje sovětské armády.

## Vývoj
Roku 1955 sovětská armáda zavedla samohybné protiletadlové komplety ZSU-57-2 (ekvivalent amerického systému M42 Duster). S rychlým rozvojem proudových letounů však systém rychle zastaral, neboť postrádal radar, systém řízení palby a munici s přibližovacími zapalovači. Proto byl v letech 1956–1957 zahájen vývoj nové munice do 37mm kanónů, samohybných vozidel Jenisej, ZSU-23-4 (Šilka) a radarového vozidla Ob (jeho vývoj byl později zrušen). Požadován byl  samohybný systém chránící tankové a motostřelecké jednotky proti útokům ze vzduchu, držící s nimi krok a sekundárně ničící pozemní cíle. Měl být schopen boje ve dne i v noci, za každého počasí, i za pohybu. Zatímco lehčí systém Šilka (dostřel 1 500 m) byl určen pro motostřelecké jednotky, tankové jednotky měl podporovat výkonnější systém Jenisej (dostřel 4 500 m).
Roku 1957 byl dokončen prototyp podvozku SU-100P, který byl tři roky testován a získané zkušenosti byly využity při vývoji nového podvozku Objekt 119. Prototyp na podvozku Objekt 119 byl testován v letech 1960–1961. Mezi výtky patřilo překročení plánované hmotnosti. Vojskové zkoušky systému proběhly od srpna do října 1961 na Donguzském polygonu a na polygonu v Kubince. Roku 1962 konstruktéři pracovali na odstranění nedostatků zjištěných při zkouškách, přičemž zároveň probíhala příprava sériové výroby. Lipecký traktorový závod měl vyrobit až 450 vozidel Jenisej. Nakonec se ukázalo, že nebude možné zároveň zavést do výroby oba systémy. V září 1962 bylo rozhodnuto o zařazení systému ZSU-23-4 (Šilka). Systém ZSU-37-2 Jenisej proto sériově vyráběn nebyl. Ani jeden prototyp se nedochoval.

## Konstrukce
Systém Jenisej využíval pásový podvozek se vzadu umístěnou věží. Byl vyzbrojen 37mm dvojkanonem Angara a vybaven střeleckým radarem Bajkal. Posádku tvořil řidič sedící v korbě a velitel s operátorem, pracující ve věži.